# Klientelkönigtum
|  | Dieser Artikel oder Abschnitt wurde wegen inhaltlicher Mängel auf der Qualitätssicherungsseite der Redaktion Geschichte eingetragen (dort auch Hinweise zur Abarbeitung dieses Wartungsbausteins). Dies geschieht, um die Qualität der Artikel im Themengebiet Geschichte auf ein akzeptables Niveau zu bringen. Dabei werden Artikel gelöscht, die nicht signifikant verbessert werden können. Bitte hilf mit, die Mängel dieses Artikels zu beseitigen, und beteilige dich bitte an der Diskussion! |

Ein Klientelkönigtum war eine von einer anderen Macht eingesetzte königliche Herrschaft eines Landes. Der Klientelkönig unterstand einem anderen Staat und wurde von diesem als König eingesetzt.
Das antike Rom verfuhr so oft mit Grenzgebieten wie z. B. Judäa kurz vor der Geburt Jesu. Dort herrschte Herodes der Große im Auftrag Roms und konnte zwar in seinen Grenzgebieten frei agieren, wurde jedoch stetig von römischer Seite überwacht. Ziel dieser Politik war es, in fremdartigen Ländern keine unnötigen Unruhen zu riskieren, die durch eine direkte Herrschaft zustande kommen könnten.